# Les Héros de Télémark
Pour plus de détails, voir Fiche technique et Distribution.
Les Héros de Télémark (titre original : The Heroes of Telemark) est un film britannique réalisé par Anthony Mann et sorti en 1965. C'est un film d'action inspiré de la bataille de l'eau lourde durant la Seconde Guerre mondiale.

## Synopsis
Durant la Seconde Guerre mondiale, les Allemands produisent de l'eau lourde à Rjukan,Télémark en Norvège dans le but de fabriquer la bombe atomique. Les forces britanniques délèguent un petit commando qui a pour mission de s'introduire dans l'usine de Télémark afin de détruire la dangereuse production ennemie.

## Fiche technique
- Titre original : The Heroes of Telemark
- Titre français : Les Héros de Télémark
- Réalisation : Anthony Mann
- Réalisation seconde équipe : Egil S. Woxholt
- Scénario : Ben Barzman, Ivan Moffat d'après le roman de John Drummond (But for These Men, 1962) et le roman de Knut Haukelid (Skis Against the Atom, 1954)
- Direction artistique : Anthony Masters
- Décors : Robert Cartwright, Ted Clements
- Costumes : Elsa Fennell
- Photographie : Robert Krasker
- Son : Bill Daniels, Gordon K. McCallum
- Montage : Bert Bates
- Musique : Malcolm Arnold
- Curiosité : La musique de Malcolm Arnold a déjà été utilisée dans le film de Mark Robson
- L'auberge du 6e bonheur en 1958 (20th Century Fox)
- Production : Benjamin Fisz, Timothy Burrill
- Société de production : Benton Film Productions
- Sociétés de distribution :   The Rank Organisation,  Columbia Pictures
- Pays d'origine :  Royaume-Uni
- Langues de tournage : allemand, anglais, norvégien
- Tournage extérieur :
  - Norvège : Gaustatoppen et Rjukan (Comté de Telemark), Oslo, Tinnsjå, Vemork
  - Royaume-Uni : Poole, Weymouth
- Format : couleur (Eastmancolor) et noir et blanc (images d'archive) — Panavision — son monophonique :
  - Version 35 mm 2.35:1 (scope)
  - Version 70 mm 2.20:1
- Genre : film de guerre, film historique, drame
- Durée : 131 minutes
- Dates de sortie :
  -  Royaume-Uni : 23 novembre 1965
  -  France : 4 mars 1966
- Affiche : Jean Mascii (France)

## Distribution
- Kirk Douglas (VF : Raymond Loyer) : le docteur Rolf Pedersen
- Richard Harris (VF : Marc Cassot) : Knut Straud
- Ulla Jacobsson (VF : Régine Blaess) : Anna Pedersen
- Michael Redgrave (VF : Yves Brainville) : l'oncle d'Anna
- Maurice Denham (VF : Roger Tréville) : le médecin de l'hôpital
- Anton Diffring (VF : Jean Berger) : le major Frick
- Karel Stepanek : Hartmuller
- John Moulder-Brown
- David Weston : Arne
- Eric Porter : Josef Terboven
- Mervyn Johns : le colonel Wilkinson
- Jennifer Hilary : Sigrid
- Roy Dotrice : Jensen
- Barry Jones : le professeur Logan
- Ralph Michael : Nilssen
- Geoffrey Keen : le général Bolts
- Wolf Frees : Knippelberg
- Robert Ayres : le général Courts
- Sebastian Breaks : Gunnar
- John Golightly : Freddy
- Alan Howard : Oli
- Patrick Jordan : Henrik
- William Marlowe : Claus
- Brook Williams : Einar
- David Davies : le capitaine

## Autour du film
- Le film marque les retrouvailles d'Anthony Mann avec l'acteur et producteur Kirk Douglas, qui l'avait limogé du tournage de Spartacus.
- Il s'agit du dernier film entièrement réalisé par Anthony Mann, qui décèdera en 1967 lors du tournage du film Maldonne pour un espion.